# عبد الرحمن سلطان السلطان
عبد الرحمن سلطان السلطان كاتب وقاص وإداري تنفيذي، خبير تواصل استراتيجي وصيدلاني سعودي وخبير المنشطات الرياضية، حاصل على بكالورويس صيدلة من جامعة الملك سعود، ودبلوم إدارة الأعمال، وماجسيتر الآدب في الإعلام – تخصص صحافة من جامعة الملك سعود، وشهادة التسويق الاجتماعي من كلية إميروسن للإعلام في بوسطن.
أسس وأدار العديد من الإدارات العامة للتواصل والإعلام في شركات قطاع خاص، وهيئات ووزارات سعودية، ولجان رياضية، ومؤسسات مجتمع مدني، منها شركة دله فارما، وشركة الجزيرة للصناعات الدوائية- عضو أدوية الحكمة، والهيئة العامة للغذاء والدواء اللجنة السعودية للرقابة على المنشطات، الاتحاد السعودي للطب الرياضي، الجمعية الصيدلية السعودية، وحقق نجاحاً مهنياً ملحوظاً، مما أهله لأن يكون أحد قادة التواصل الاستراتيجي بالسعودية، ويشارك في لجان تحكيم المسابقات والتدريب التنفيذي والتوجيه المهني.
عضو مجلس إدارة اللجنة السعودية للرقابة على المنشطات منذ العام 2009م. وتولى رئاسة اللجنة الفرعية للتعليم والتثقيف، وشارك في عدة أبحاث علمية في ذلك.
كاتب رأي في صحيفة الوطن السعودية بين عامي (2012- 2016م)، ويكتب في عموده الصحفي بصحيفة الرياض منذ العام 2016م وحتى الآن، ومهتم بالشأن الثقافي والاجتماعي، وترويج وتبسيط العلوم.  
صدر له خمسة كتب، هي «رؤى صيدلانية»، و«أنفلونزا الخنازير.. حقائق وإرشادات للرياضيين» والمجموعة القصصية: «ودونها رمادٌ يحترق» وكتاب «52 تكا تكا» وكتاب «ماذا لو!»

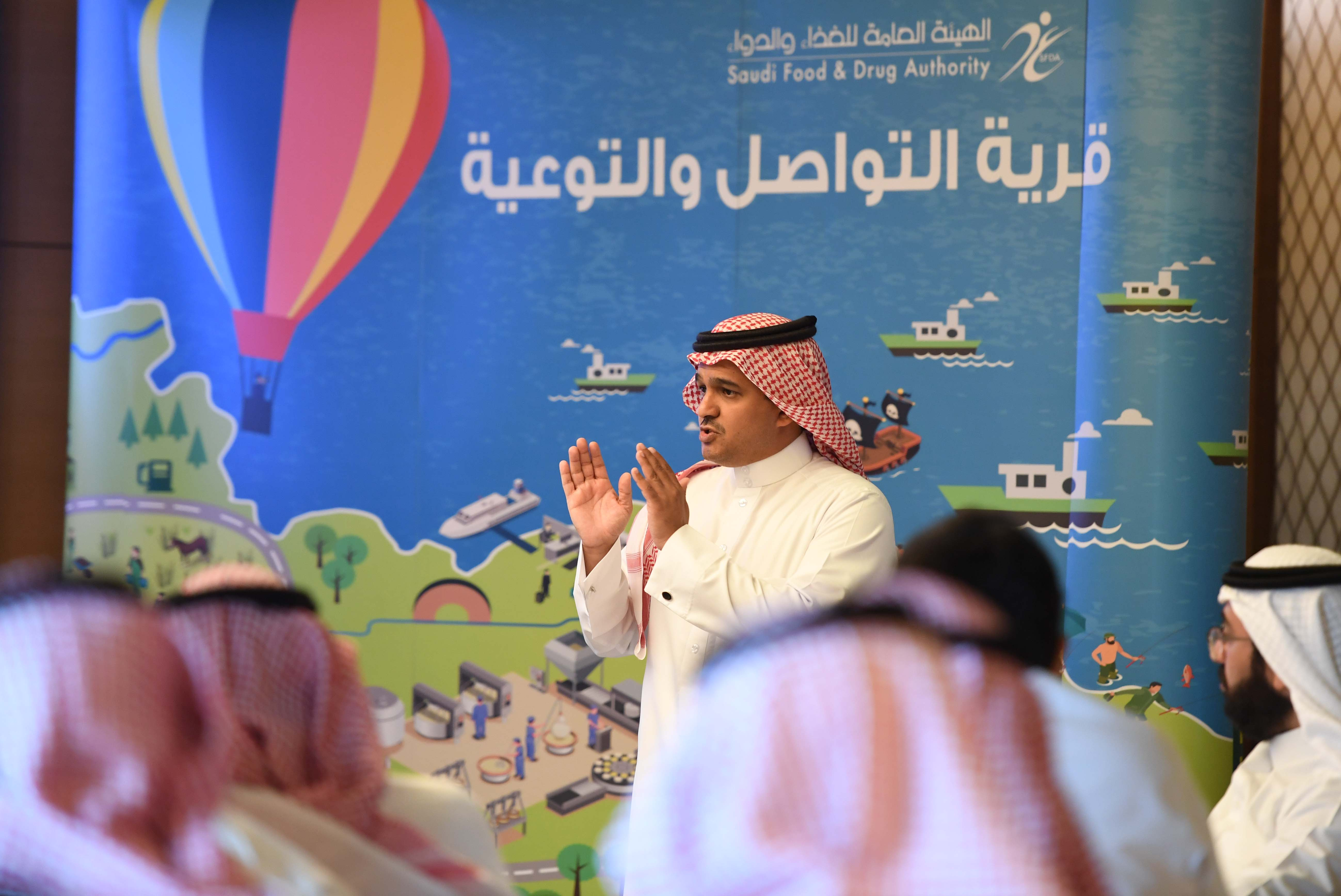
السلطان متحدثاُ في اللقاء السنوي للتواصل والتوعية عام 2019م

حصل على عدة جوائز أدبية ومهنيّة، منها جائزة المركز الأول في القصة القصيرة لجامعة الملك سعود عام 2001م، وجائزة وزارة الإعلام في القصة القصيرة لليوم الوطني السعودي، والمركز الأول لجائزة راشد بن حميد الخليجية لمرتين متتاليتين عام 2001 وعام 2002م، وجائزة سيرفية الفرنسية للصيادلة الشبان، وحينما كان مديراً تنفيذياً للتوعية والتواصل بالهيئة العامة للغذاء والدواء قاد فريقه للفوز بجائزة مسابقة جمعية التوعية الصحية عام 2013م. والمركز الأول في جائزة الشرق الأوسط لتميز الحكومة والمدن الذكية عن فئة تميز شبكات التواصل الاجتماعي للحكومة الذكية عام 2018م وذلك عن مشروع تحدي 2030 التوعوي لما فيه من أفكار مبتكرة ووصول مباشرة للفئات المستهدفة.

## النشأة
ولد في مدينة الرياض 5 ربيع الثاني 1399هـ الموافق 5 مارس 1979م درس الابتدائية والمتوسطة في الرياض، والثانوية في مدراس حي السفارات، حصل على تقدير ممتاز في الثانوية العامة (القسم العلمي) عام 1996م.

## التعليم والمسيرة الوظيفية
- التحق بكلية الصيدلة بجامعة الملك سعود وحصل على بكالورويس العلوم في الصيدلة (تخصص علم أدوية) عام 2001م.
- حصل على درجة الدبلوم العالي في إدارة الأعمال.
- ماجستير الآداب في الصحافة من جامعة الملك سعود بتقدير ممتاز عام 2012م.[4]
- شهادة التسويق الاجتماعي من كلية أميرسون للإعلام في بوسطن، الولايات المتحدة الأمريكية. عام 2009م.
- برنامج التحوّل إلى الإدارة العامة، معهد إنسياد، باريس، فرنسا. 2015م.
- برنامج استراتجيات التسويق الرقمي، جامعة هارفرد، بوسطن، 2018م.
- بدأ مسيرته الوظيفية مبكراً، بالعمل متدربا في البنك العربي الوطني عام 1996، ثم في شركة ستيكو فارما، تم تولى منصب مدير إدارة التسجيل في شركة دله فارما التابعة لشركة دله الصحية، 2002- 2005م، حيث تولى تأسيس الإدارة وقيادة تسجيل الوكالات التابعة لشركة دلة، ومنها الشركة الأردنية للصناعات الدوائيةJPM بيوسيداس الأرجنتين، وغيرها، وتولى المبيعات الحكومية.

### مرحلة الجزيرة للصناعات الدوائية
انتقل مديراً لإدارة العلاقات الحكومية والعامة بشركة الجزيرة للصناعات الدوائية  (2005- 2009م) –عضو مجموعة الحكمة- حيث قام بتأسيس الإدارة والإشراف على تسجيل منتجات الشركة في السعودية والخليج العربي وشمال أفريقيا والتشيك والولايات المتحدة الأمريكية – وحقق تسجيل المصنع كأول مصنع أدوية سعودي مسجل في هيئة الغذاء والدواء الأمريكية USFDA. وأسس برنامج استقطاب وتدريب السعوديين في الشركة، وتولى تأسيس وإدارة برامج المسؤولية الاجتماعية CSR.

### مرحلة الهيئة العامة للغذاء والدواء

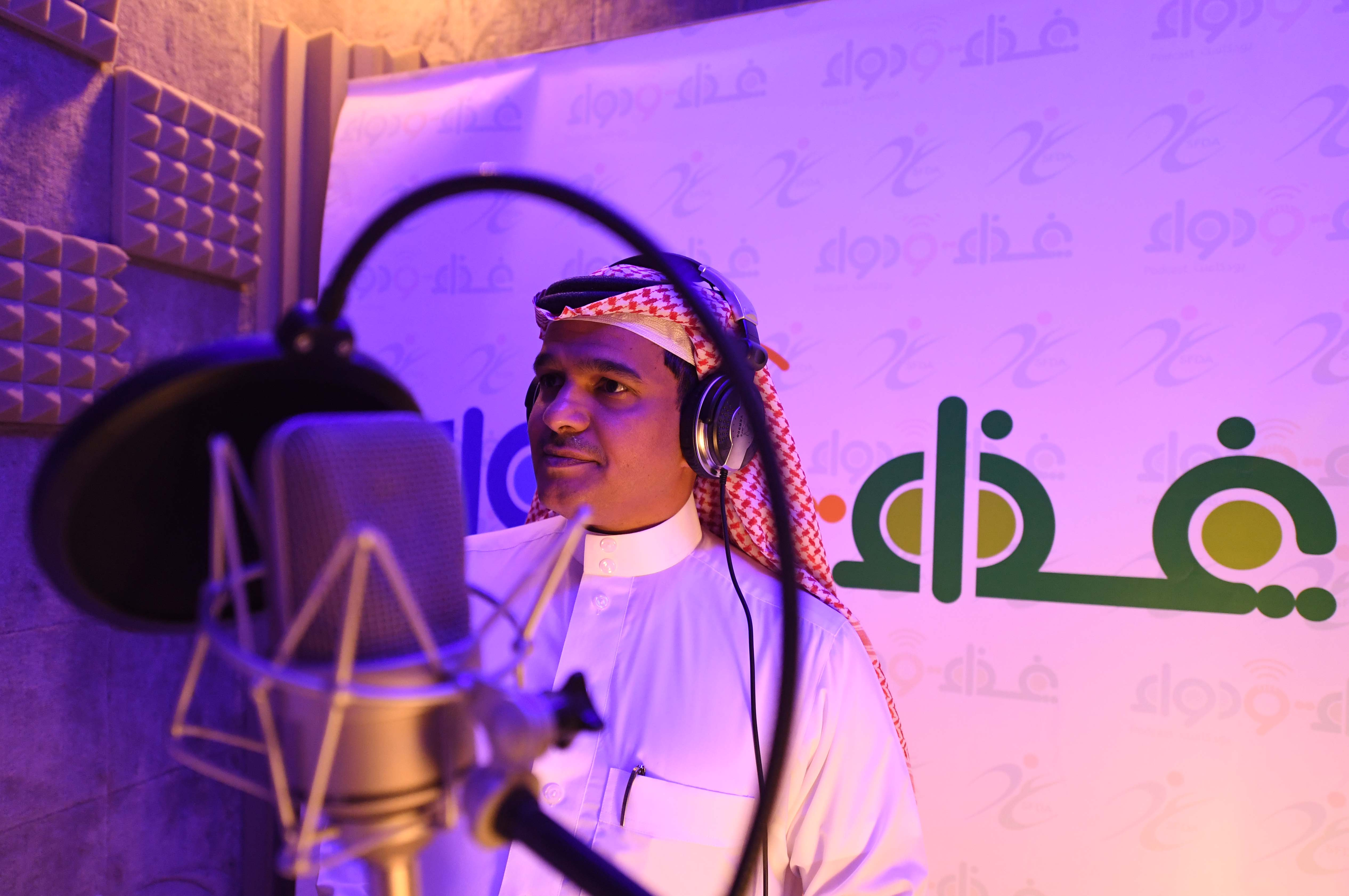
السلطان خلال تسجيل بودكاست غذاء ودواء

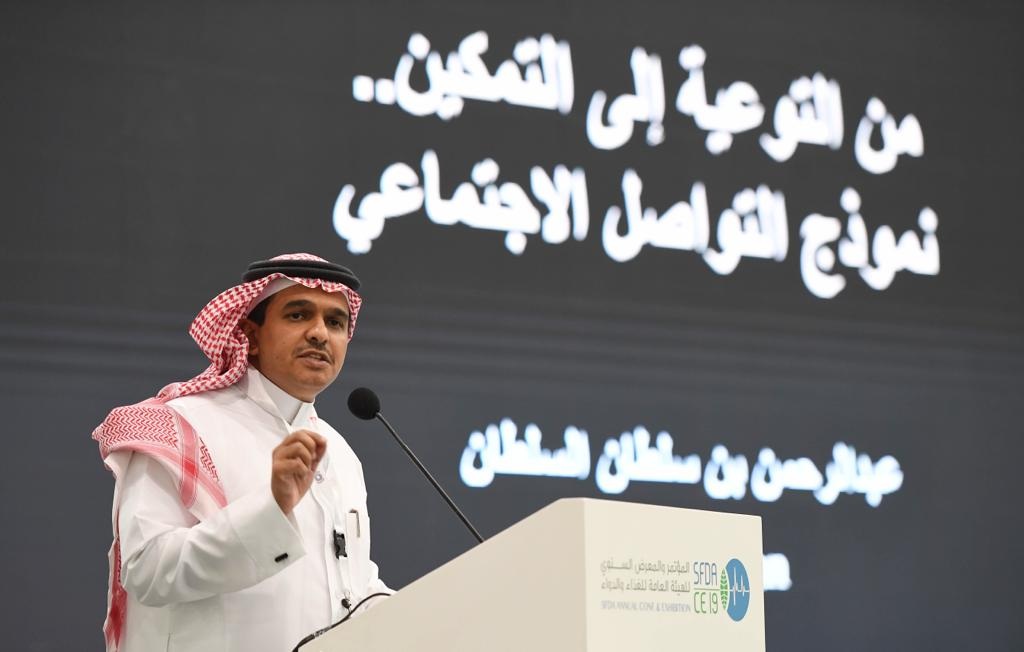
السلطان متحدثاً مؤتمر الغذاء والدواء الدولي عام 2019

انتقل إلى الهيئة العامة للغذاء والدواء عام 2009م كبيراً للصيادلة ثم عين مديراً لإدارة التوعية بقطاع الدواء، حيث قاد حملات توعوية دوائية متعددة، وأسس وأدار أول برنامج للترخيص والرقابة على إعلانات الأدوية غير الوصفية والمحاضرات العلمية لشركات الأدوية، ثم تولى منصب المدير التنفيذي للتوعية والإعلام عام 2012م، ثم أسس الإدارة التنفيذية للتوعية والإعلام بعد دمج ثلاث إدارات تنفيذية للتوعية والتواصل وقسم الإعلام في إدارة تنفيذية مركزية واحدة عام 2014م ترتبط بمعالي الرئيس التنفيذي للهيئة، وحقق عدة نجاحات متنوعة، منها تحقيق مليون متابع لحساب الهيئة في تويتر وغيرها من المنصات الاجتماعية، الإشراف وإدارة حملات توعية متخصصة في كافة أنحاء السعودية مثل حملة الخلطات العشبية، المضاد الحيوي ليس حلاً، لعيونكم، مايكروويف آمن، لحوم وعلوم. تأسيس مركز الاتصال الموحد للهيئة العامة للغذاء والدواء، تأسيس مراكز دعم الأعمال في الرياض وجدة والدمام، إطلاق مشروع الرد على الإشاعات الأول من نوعه في السعودية وتدشين برنامج غد للتطوع عام 2017م كأول قاعدة بيانات للمتطوعين في السعودية، تطبيق «بك نهتم». الإشراف على إصدار مجلة «الغذاء والدواء». نشر وتقديم «بودكاست غذاء ودواء» كأول بودكاست إذاعي حكومي سعودي عام 2018م، إنتاج  التقرير السنوي للهيئة لمدة خمس سنوات متتالية.

### حالياً
حالياً ومنذ مارس 2019 يشغل منصب مدير عام الإدارة العامة للإعلام والتواصل الاستراتيجي في وزارة الدفاع السعودية حيث أسس الإدارة العامة للإعلام والتواصل الاستراتيجي، وعقد اتفاقيات تعاون مع جهات إعلامية. كما يُشرف على مجلة (الدفاع) من 18 شوال 1443هـ.

## مبادرات اجتماعية وإعلامية

### مبادرة كل أسبوع كتاب[28]
مبادرة ثقافية اجتماعية على منصات التواصل لقراءة وعرض كتاب واحد كل أسبوع، بمعدل 52 كتاب كل عام، بدأت فكرة المبادرة  منتصف شهر أكتوبر العام الماضي (2015) حينما أصيب السلطان بصدمة رقميّة مفاجئة، إذ ان نتائج تطبيق إلكتروني يقيس مدة اتصاله اليومي عبر منصات الاتصال الاجتماعي (الواتساب، تويتر، انستغرام، سنابشات، وغيرها) أظهر أنه مدمن عليها كما الغالب الأعم من المجتمع، ذهل من الرقم فقد تجاوز الست ساعات يومياً! ليطلق مبادرة للتغلب على غول التواصل الاجتماعي، واستغلال هذه المنصات بدلاً من أن تقوم هي باستغلالنا!
المبادرة عبارة عن الإعلان يوم الأحد عن كتاب الأسبوع، ثم قراءته خلال الأيام التالية مع عرض بِضع تلميحات عن الكتاب عبر سنابات قصيرة، ثم بث عرض مختصر شاملا عن الكتاب آخر يوم في الأسبوع أي يوم السبت، وهكذا دواليك، خلال أسابيع دشنت قناة على «اليوتيوب» بعنوان «كل أسبوع كتاب» لحفظ سنابات عرض الكتب، وإتاحة فرصة العودة لها لمن رغب، بالإضافة إلى حساب في «تويتر» يحمل نفس الاسم استطاع لفت نظر بضعة آلاف من المتابعين المهتمين بالكتاب ومصادر المعرفة اهتمت وسائل الإعلام السعودية بالمبادرة، إذ تناولنها برنامج «تفاعلكم» في قناة العربية، حيث حضر السلطان مصطحباً عدداً من الكتب التي قرأها! وعبر برنامج «ترند السعودية» في قناة أم بي سي  وحديث عن التغلب على غول «التواصل الاجتماعي» على قناة أم بي سي  وعبر برنامج صباح السعودية في قناة السعودية، كما تناول السلطان مبادرته كل أسبوع كتاب على منصات التواصل الاجتماعي في حوار صحفي في صحيفة الجزيرة السعودية.

### العمود الصحفي
بدأ خطواته الأولى الصحفية منذ كان في المرحلة المتوسطة والثانوية كان يصدر صحفاً ومجلات دورية بخط اليد في المنزل، ثم نشر عدة مواد ومقالات في صحيفة «رسالة الجامعة»  بجامعة الملك سعود، ثم تولى تحرير صفحتي «قضايا»، ونشر عمود أسبوعي بعنوان «صيد» رغم كونه طالباً في كلية الصيدلة وليس الإعلام، ثم بعد تخرجه من الجامعة تعاون مع  صحف الرياض والاقتصادية والجزيرة ونشر مقالات ومواد متنوعة، ثم بدأ عمود رأي صحفي في صحيفة الوطن السعودية من يونيو 2012م وحتى فبراير 2016م ثم انتقل إلى صحيفة الرياض من فبراير 2016م ولا يزال يكتب بها حتى الآن أسبوعياً، مختصاً في الشأنين الاجتماعي والثقافي وترويج وتبسيط العلوم.

## المسيرة الأدبية
يعتمد السلطان في سرده للقصص على أسلوب الإفصاح الحكائي المترامي، ونبش التفاصيل الدقيقة لمواقف الشخوص، وتفاصيل الأحداث، ويتكئ على ذخيرة لغوية واسعة، تأثر بوجود مكتبة والده الضخمة.
بدأ نشر القصص القصيرة والخواطر مبكراً في صحيفة «رسالة الجامعة» ثم جريدة «الجزيرة» السعودية، كما ينشر قصصه في المجلات الأدبية العربية، مثل المجلة العربية، ودورية الراوي الأدبية الصادرة عن نادي جدة الأدبي، وله مجموعة قصصية باسم «ودونها رمادُ يحترق» صادرة عن النادي الأدبي بالرياض، يركز في قصصه على الشأن الاجتماعي والخيال العلمي. بدأ حصوله على جوائز القصة القصيرة، منذ كان طالباً جامعياً إذا حصل على جائزة المركز الأول للقصة القصيرة على مستوى جامعة الملك سعود عام 2000م، ثم حقق المركز الأول جائزة الشيخ راشد بن حميد للقصة القصيرة لعامين متتالين 2001 ثم 2002م عن قصة «يوم كفنٍ متحرك».
حقق جائزة مسابقة القصة القصيرة في منافسة اليوم الوطني التي نظمتها وزارة الثقافة والإعلام عام 2017م، عن قصته: «كبسولة 1924 - 2017»، المعتمدة على تقنية الخيال العلمي في السرد القصصي.

### الأمسيات القصصية
شارك السلطان في العديد من الأمسيات القصصية داخل السعودية، منها أمسية قصصية في نادي القصيم الأدبي مساء الأحد 31 يناير 2016م 
حيث قدم مختارات من قصص الخيال العلمي، وأمسية قصصية أخرى في جمعية الثقافة والفنون بالرياض.

### الدراسات النقدية
نشرت العديد من الدراسات عن أدب عبد الرحمن السلطان، منها دراسة الناقد السوري خلف عامر للمجموعة القصصية «ودونها رماد يحترق» وكذلك قراءة القاص والناقد السعودي عبد الحفيظ الشمري.

### النادي الأدبي بالرياض
انضم لفعاليات النادي الأدبي بالرياض، وتولى رئاسة لجنة السرد والعروض المرئية في النادي عام 2013م، ونظم وأدار عدداً من الجلسات الحوارية والنقدية.

## خدمة مهنة الصيدلة
من أكثر الصيادلة السعوديين الذين خدموا مهنة الصيدلة على المستوى الوطني والعربي، إذ أسس لجنة تطوير مهنة الصيدلة بالجمعية الصيدلية السعودية، ونظم عدة ندوات هي أخلاقيات مهنة الصيدلة، ندوة الصيدلة الالكترونية، ندوة المكاتب العلمية بين الواقع والمأمول، بين عامي 2002- 2004م، تم تولى متطوعاً المدير التنفيذي للجمعية الصيدلية السعودية عام 2005م وحقق الكثير من المنجزات لصالح المهنة. إذ كان ينشر المقالات والمواد الصحفية التي تدافع عن الصيدلة وتدعم المجالات المستقبلية للمهنة، ثم ألف عام 2008م كتاب (رؤى صيدلانية)
الذي يعتبر أول كتاب باللغة العربية يتناول الشؤون المهنية للصيدلة، كما أسس لجنة المكاتب العلمية لشركات الأدوية في الغرفة التجارية الصناعية بالرياض، ورأسها منذ العام 2003 إلى 2009م.

## المسيرة الرياضية
من المهتمين بأسلوب الحياة الصحية والرياضة المجتمعية، يعمل دوماً على مكافحة استخدام المنشطات في الرياضة، والتوعية بأضرارها.

### مكافحة المنشطات
انضم إلى عضوية مجلس إدارة اللجنة السعودية على الرقابة المنشطات  في اللجنة الأولمبية السعودية منذ العام 2009 حتى الآن، كونه متخصصاً في الصيدلة وذو خبرة في المركبات الصيدلانية العلاجية المحظورة رياضياً، كما يحمل شهادة DCO  معتمدة من الوكالة الدولية للرقابة على المنشطات. تولى رئاسة لجنة التعليم والتثيقف، حيث أشرف على تحرير نشرة «ليس منا» وإصدار عدد من المواد التوعوية والتثقفية، كما شارك في عضوية لجان الاستماع لقضايا المنشطات، كما مثّل اللجنة في اجتماع التعليم للوكالة الدولية للرقابة على المنشطات في كندا عام 2016م، وشارك في نشر أوراق علمية عن انتشار ووعي وموقف استخدام المواد المحظورة (المنشطات) بين لاعبي الرياضة السعوديين.

### الاتحاد السعودي للطب الرياضي
انضم إلى الأمانة العامة للاتحاد عام 2009 وحتى العام 2011، وتولى النشاط الإعلامي للاتحاد، وأدار ملف فوز الاتحاد بجائزة الشيخ محمد بن راشد ال مكتوم للإبداع الرياضي عام 2009م ورئاسة تحرير النشرة الدورية للاتحاد (رسالة الطب الرياضي).

## المسيرة المسرحية
شارك السلطان في المسرح ممثلاً ومؤلفاً منذ كان طالباً جامعياً، إذا شارك ممثلاً في مسرحية «مهمة في واشنطن» عام2000م، ثم مؤلفاً لمسرحية «اغتيال نجم» 2001م، ومسرحية «ميت للبيع» 2002م

## الكتب والمؤلفات

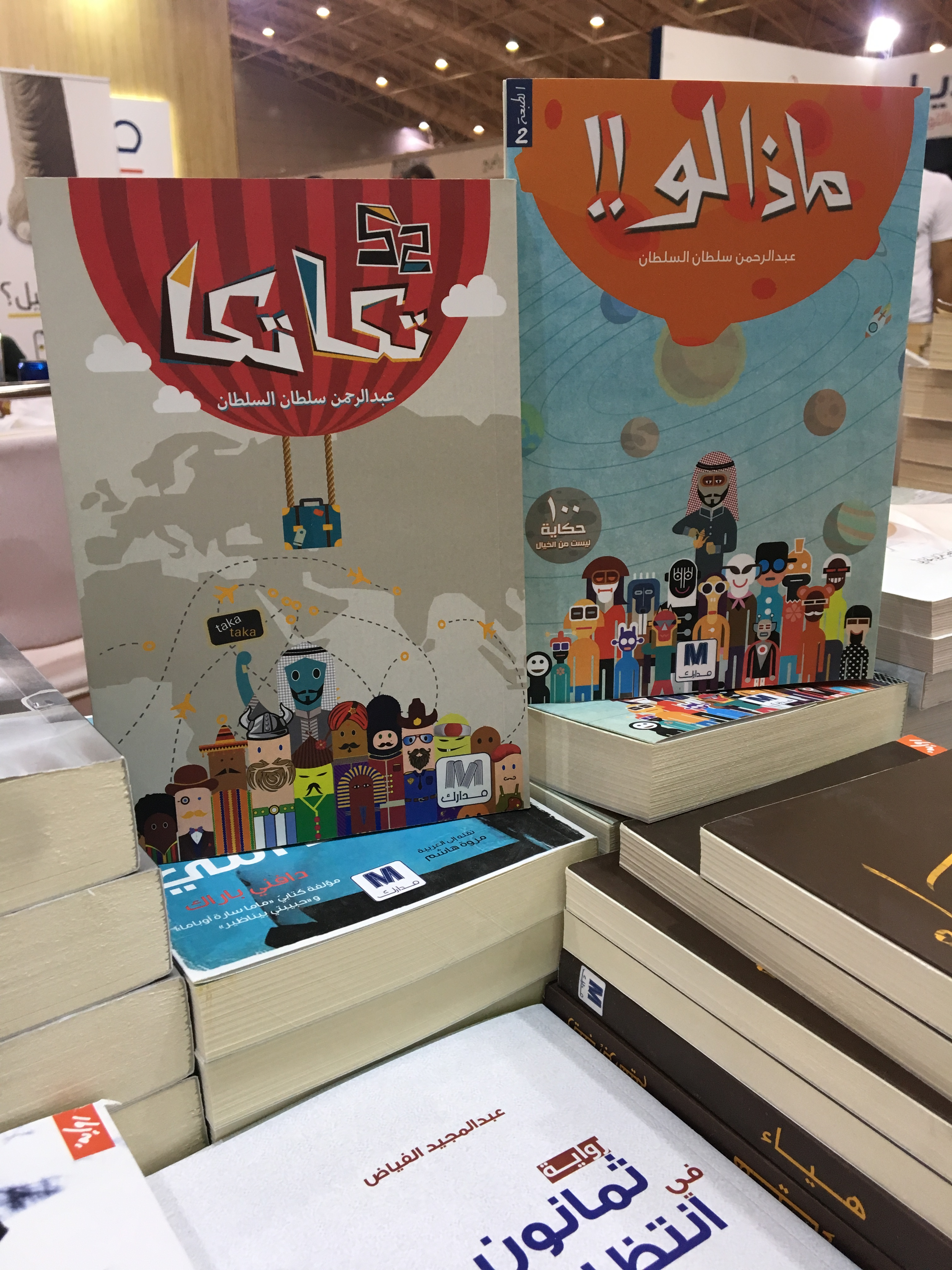
كتب عبدالرحمن السلطان في معرض الرياض الدولي للكتاب عام 2019

- كتاب «رؤى صيدلانية» الطبعة الأولى عام 2008م[55] أول كتاب باللغة العربية يتناول الشؤون المهنية لمهنة الصيدلة.
- كتاب «أنفلونزا الخنازير.. حقائق وإرشادات للرياضيين» من إصدار الاتحاد السعودي للطب الرياضي، عام 2009م.
- المجموعة القصصية «ودونها رماد يحترق». صادر عن النادي الأدبي بالرياض عام 2008.[64]
- كتاب «52 تكا تكا» صادر عن دار مدارك للنشر. الطبعة الأولى عام يناير 2015م الطبعة الثانية عام إبريل 2015م.[65]
- كتاب  «ماذا لو!!» صادر عن دار مدارك للنشر. الطبعة الأولى فبراير 2017م، الطبعة الثانية يناير 2018م.[66]

## الجوائز
نال العديد من الجوائز على الصعيدين الإبداعي والمهني، ففي المجال المهني حصل على الجوائز التالية:
- جائزة الطالب المثالي على مستوى كلية الصيدلة  بجامعة الملك سعود عام 2000م.
- جائزة الصيادلة الشبان من شركة مختبرات سيرفيه  الفرنسية عام 2000م.
- جائزة المركز الأول في فرع مطبوعات التوعية الصحية في مسابقة جمعية التوعية الصحية عام 2012م.[67]
- جائزة الشرق الأوسط لتميز الحكومة والمدن الذكية عن فئة تميز شبكات التواصل الاجتماعي للحكومة الذكية عام 2018م[68] وذلك عن مشروع تحدي 2030  التوعوي[11]

### الجوائز الأدبية والإبداعية
- جائزة المركز الأول لمسابقة القصة القصيرة في جامعة الملك سعود عام 2000م.
- جائزة المركز الأول فرع القصة القصيرة لدورتين متتاليتين من جائزة الشيخ راشد بن حميد الخليجية في عجمان لعامي 2001 و2002م.[69]
- جائزة المركز الثالث لمسابقة القصة القصيرة في اليوم الوطني التي نظمتها وزارة الثقافة والإعلام السعودية عام 2017م[70]